# Grabik (województwo lubuskie)
Grabik (niem. Grabig) – wieś w Polsce położona w województwie lubuskim, w powiecie żarskim, w gminie Żary. 
W latach 1946–1950 miejscowość była położona w województwie wrocławskim, w latach 1950–1975 w
województwie zielonogórskim, a w latach 1975–1998 w województwie zielonogórskim. 
We wsi działa klub piłkarski KS Sparta Grabik, założony w 1964 roku, który występuje obecnie (sezon 2024/2025) w rozgrywkach klasy B, gr. Żary. Najwyższa klasa rozgrywek w której występował klub to IV liga.
W Grabiku znajdują się źródła rzeki Lubszy.